# Улица Стачек
Улица Ста́чек — улица в жилом районе Эльмаш Орджоникидзевского административного района Екатеринбурга.

## Расположение
Улица проходит с юга на север между улицами Бабушкина и Старых Большевиков параллельно им. Начинается от пересечения с Фронтовых Бригад и заканчивается у улицы Фрезеровщиков. Пересекает Калиновский переулок, улицы Корепина, Краснофлотцев, Баумана, Энтузиастов, Красных Командиров и Войкова.

## История
В начале 1930-х годов под руководством архитектора Н. А. Бойно-Радзевич создавался план застройки посёлка Эльмаш в Свердловске. Первым капитальным зданием на улице Стачек стал дом № 19, построенный в 1936 году. В 1930—1940-х годах квартале № 1 (квадрат улиц Краснофлотцев, Бабушкина, Баумана и Стачек) были построены четыре экспериментальных трёхэтажных дома из камышовых плит, снесённых в начале 1960-х годов. Совместно с заводом достраивалась школа № 67 (дом № 20), в которой в военные годы был организован эвакогоспиталь.
В квартале, расположенном в квадрате улиц Баумана, Бабушкина, Энтузиастов и Стачек, строились двухэтажные деревянные дома. В 1950—1951 годах на улице Стачек был построен жилой 22-квартирный дом по проекту Деминцева П. Д.. В 1969 году для работников турбомоторного завода построили спортивный комплекс с бассейном (дом № 3).
В 2017—2019 годах на перекрёстке с улицей Энтузиастов произошло несколько дорожно-транспортных происшествий, в том числе со смертельным исходом. В результате многочисленных обращений жителей к властям в 2020 году на этом перекрёстке был установлен светофор.

## Примечательные объекты
- № 3 — Дворец спорта Турбомоторного завода[9]
- № 44 — кафе «Русь»[10]
- Парк Турбомоторного завода[11]

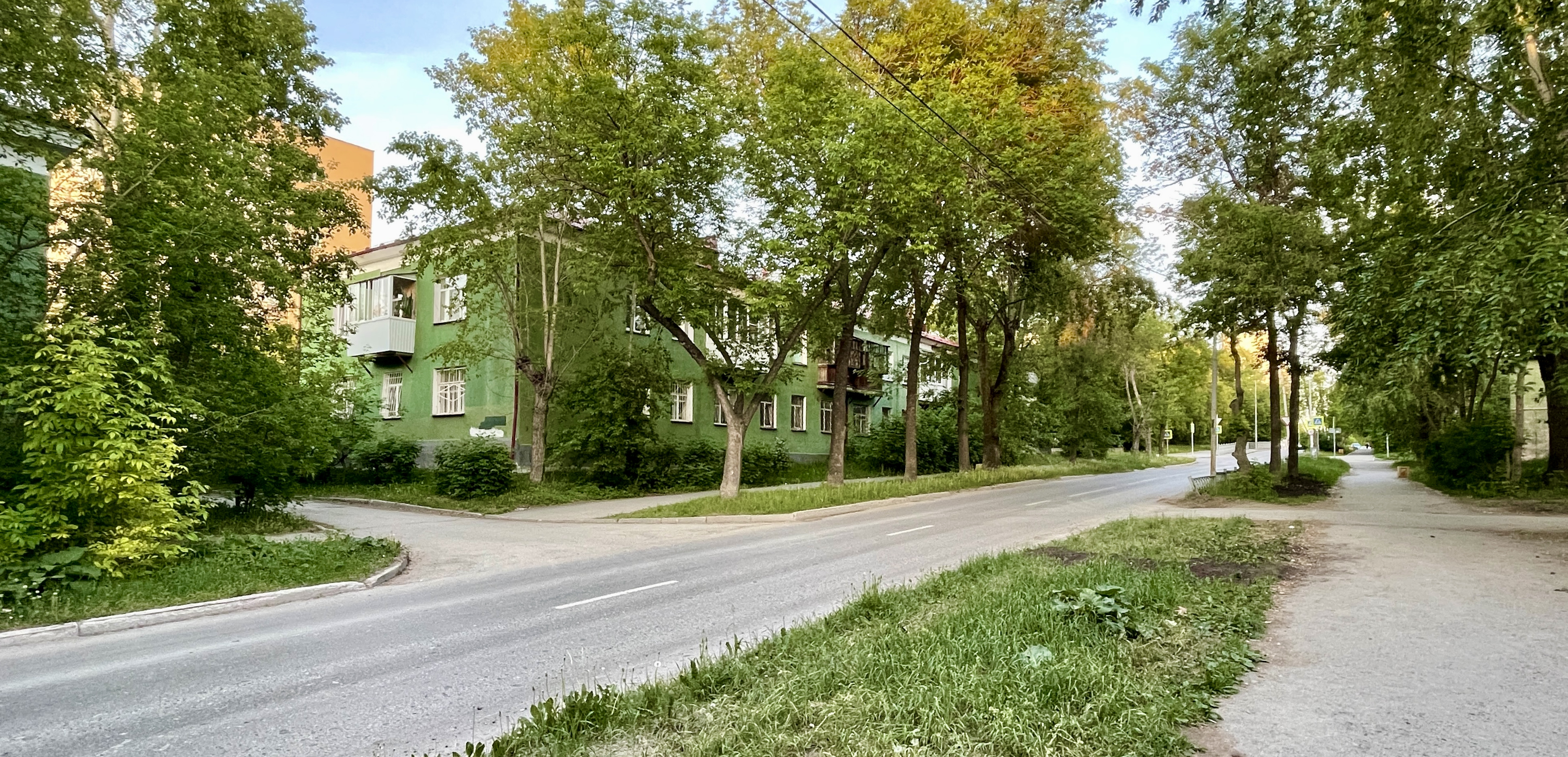
Вид на юг в сторону ул. Корепина
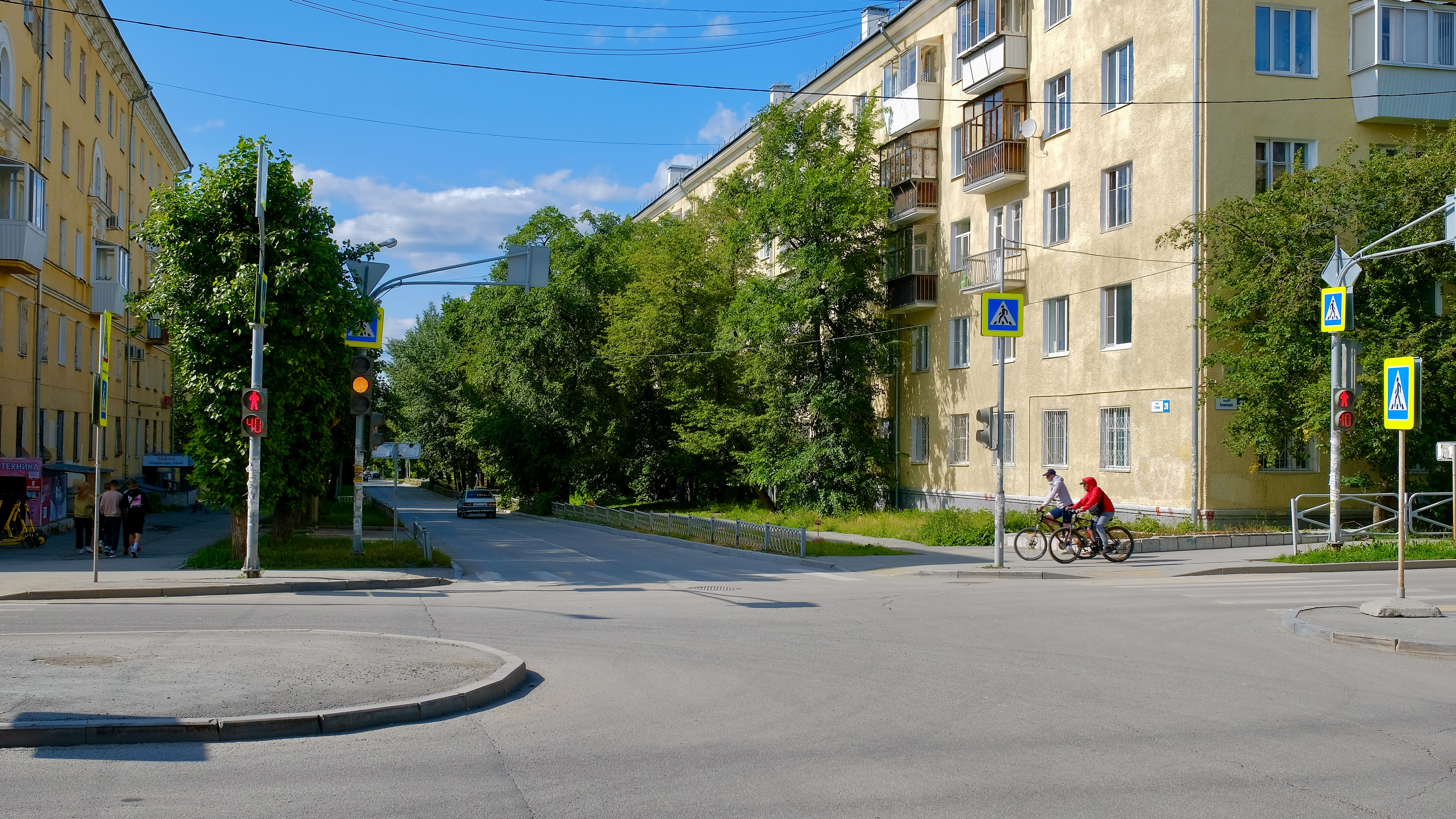
Перекрёсток с ул. Баумана
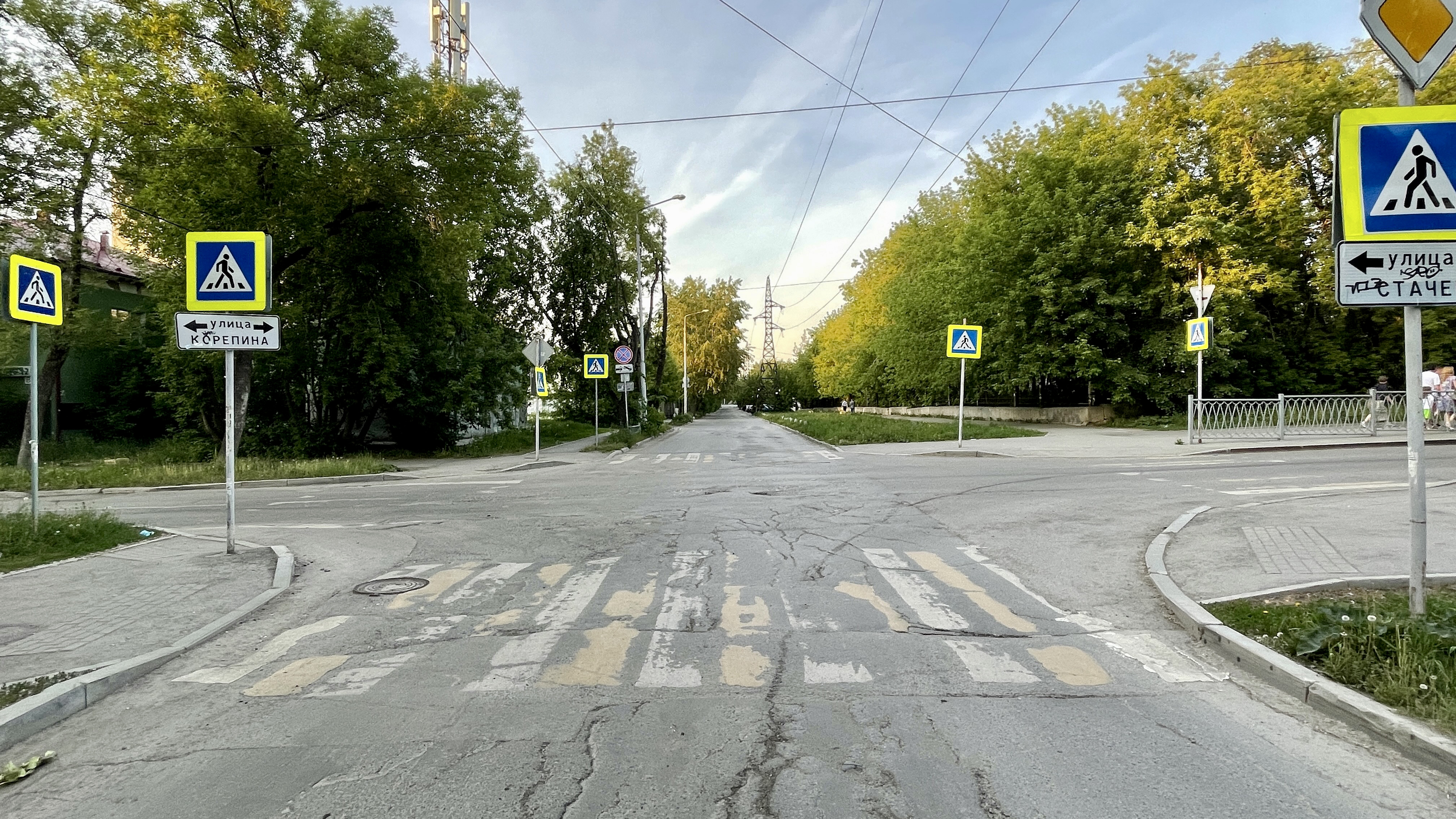
Перекрёсток с ул. Корепина
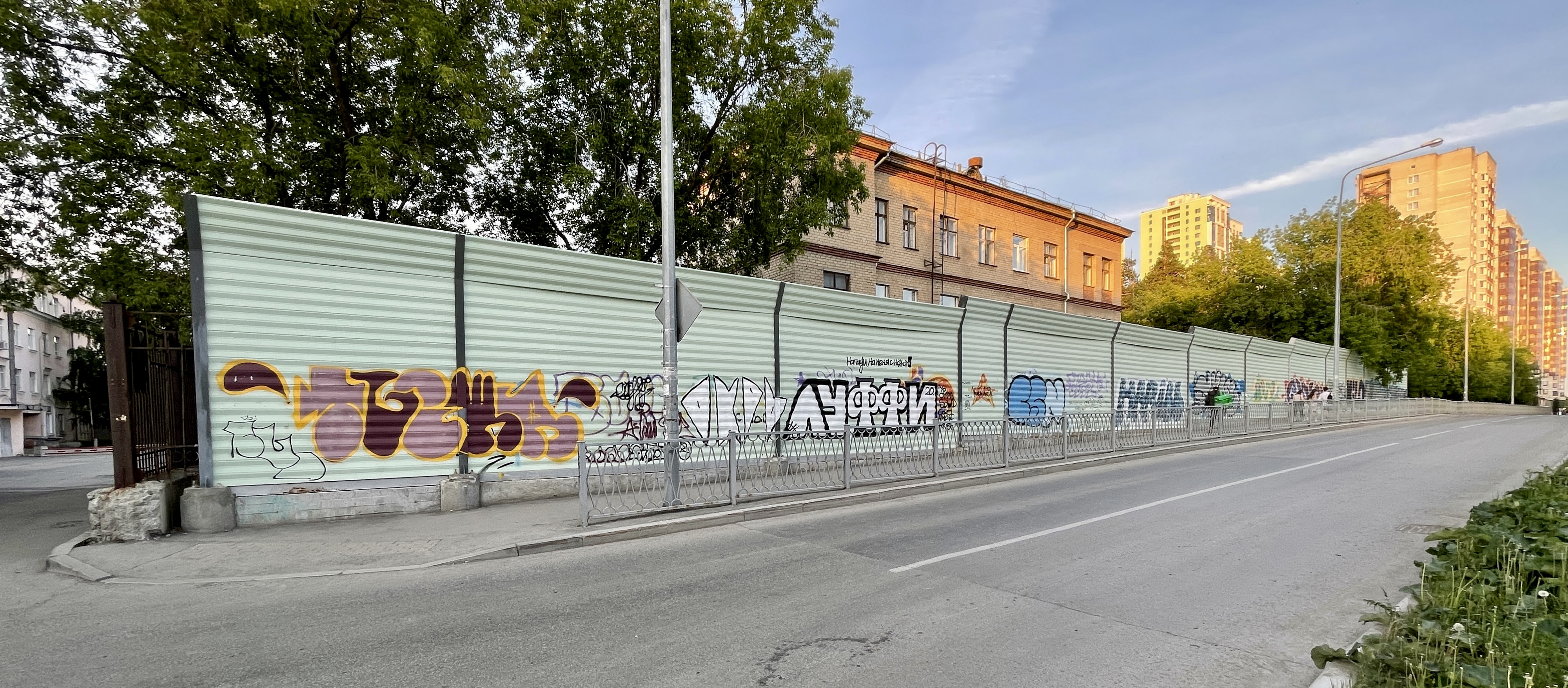
Граффити около ЦГКБ № 23
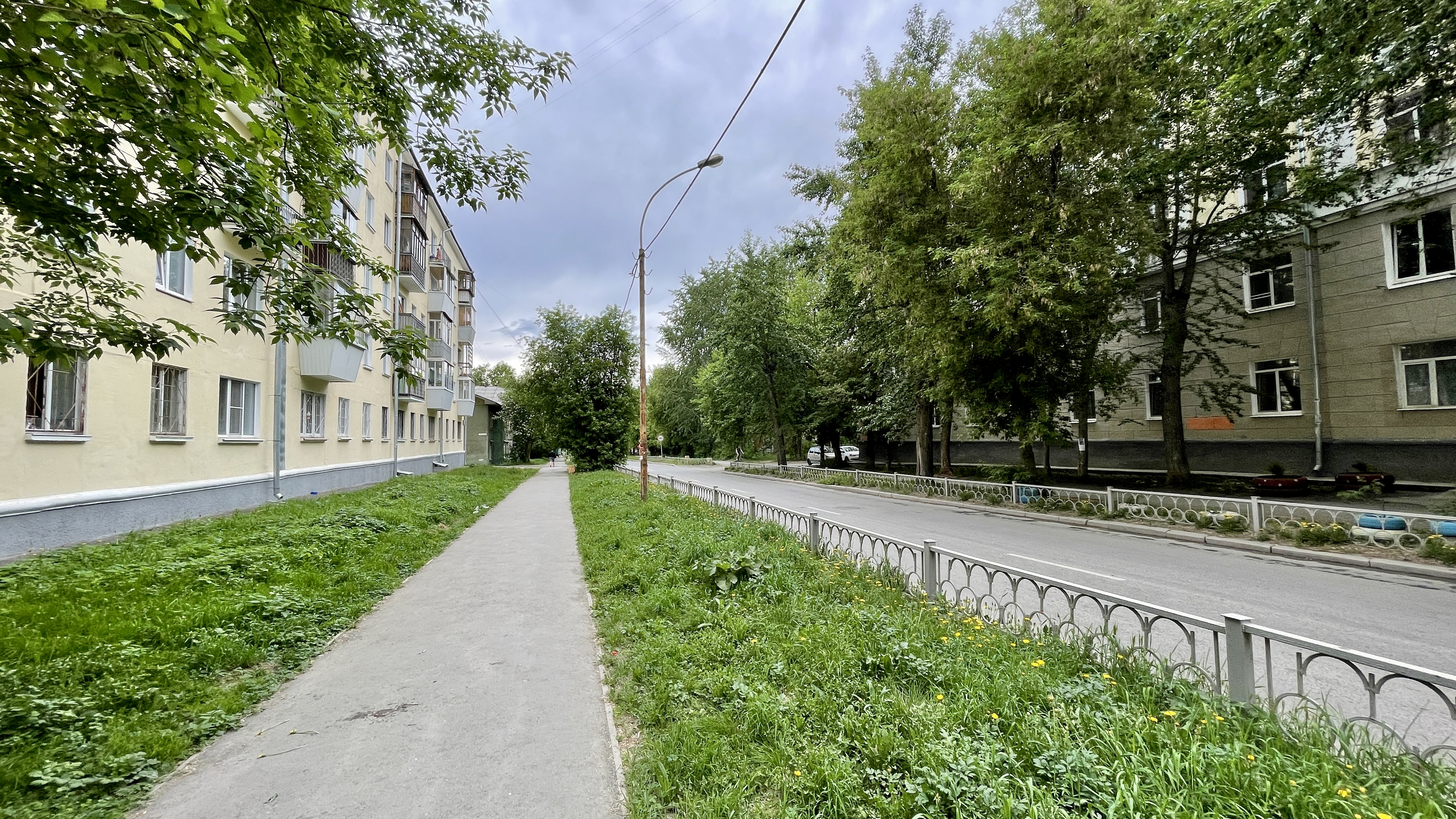
Вид на север от ул. Баумана
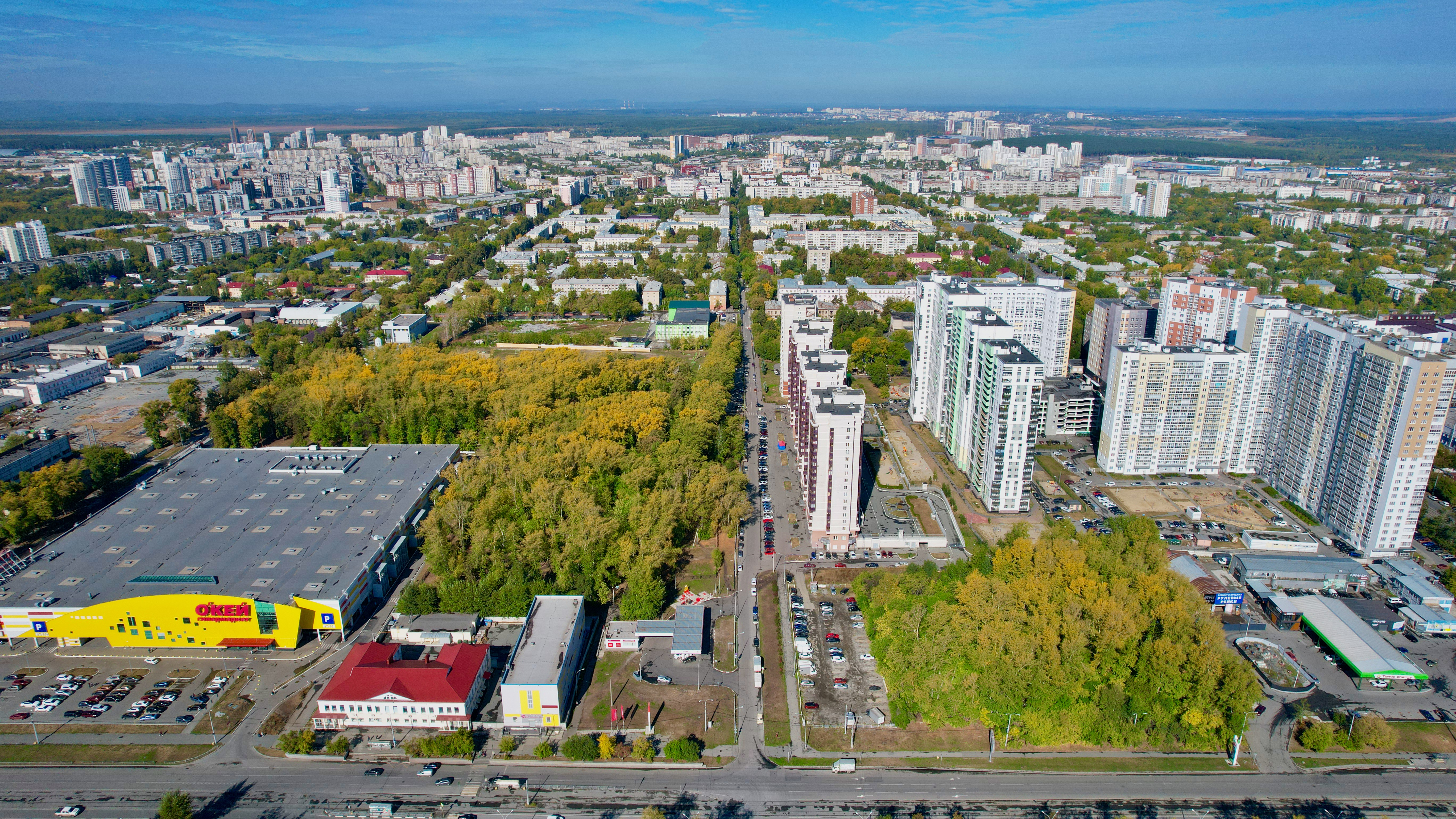
Вид с высоты от ул. Фронтовых Бригад

## Транспорт
Автомобильное движение на всей протяжённости улицы двустороннее.
К западу от улицы находятся станции 1-й линии Екатеринбургского метрополитена  «Уралмаш» и  «Проспект Космонавтов».